# Gib Singleton
Gilbert Jerome "Gib" Singleton (1935 - 28 de febrero de 2014) fue un escultor estadounidense. De formación clásica, él es considerado como un maestro moderno de la escultura de bronce. Sus principales fuentes de materia son la Biblia y el viejo oeste americano.

## Biografía
Gilbert Singleton nació en Kennett, Misuri, en 1936, comenzó a desarrollar sus habilidades artísticas a una edad temprana, utilizando todos los materiales que estaban disponibles a un joven granjero. Ganó su primer premio de arte a la edad de nueve años, recibiendo un listón azul en la Feria del Condado de Dunklin. A los 16 años, se interesó en el bronce y construyó su propia fundición, utilizando un barril de acero cortado de 55 galones, una aspiradora botada, como un ensayo y error.
Después de graduarse de la escuela secundaria, Singleton se alistó en el ejército. Luego se abrió camino a través de la universidad en la Southern Illinois University Edwardsville (SIUE), donde se graduó en 1967 con una Licenciatura en Artes en la educación artística. Al graduarse de la SIUE, ganó una beca para el Instituto de Arte de Chicago, donde su trabajo le valió una beca Fulbright. Él lo utilizó para estudiar las obras de los maestros del arte del Renacimiento en la Academia de Bellas Artes de Florencia, Italia. Mientras que allí, Jacqueline Kennedy Onassis le pidió que la ayude en la restauración de arte dañada por la inundación en Florencia.
Singleton falleció en su casa en Santa Fe, Nuevo México, en febrero de 2014.

## Obras
Crucifijos, cruces y otras esculturas de Singleton están en exhibición en Italia en los museos del Vaticano, en Roma, la Catedral de San Juan Bautista en Turín (donde se encuentra la Sábana Santa de Turín), y de la Academia de Bellas Artes de Florencia. Sus obras también se muestran en los EE.UU. en el Museo del Holocausto en Washington D. C., el Museo Olímpico de Lausana, Suiza, el Museo de Arte Moderno y el Museo de Arte Bíblico en la ciudad de Nueva York, la Universidad de Creighton en Omaha, así como el Cowboy Nacional y Western Heritage Museum en Oklahoma City y el Salón ProRodeo de la Fama y Museo en Colorado Springs.
Catorce de sus piezas de tamaño natural se muestran en las Estaciones de la Cruz Jardín de Oración en la Catedral Basílica de San Francisco de Asís, en Santa Fe, Nuevo México. El Estado de Israel posee una colección de obras de Singleton, que eran un legado a la nación por el fallecido Golda Meir. Otras obras de Singleton están en manos de particulares, empresas y museos de todo el mundo.